# オットカール2世 (シュタイアーマルク辺境伯)

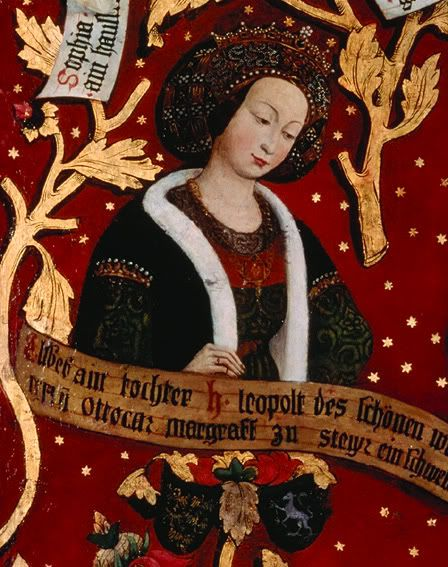
妃エリーザベト

オットカール2世（ドイツ語：Ottokar II., ? - 1122年11月28日）またはオタカール2世（Otakar II.）は、トラウンガウおよびキームガウ伯、シュタイアーマルク辺境伯（在位：1082年 - 1122年）。

## 生涯
オットカール2世はシュタイアーマルク辺境伯オットカール1世とヴィリビルク・フォン・エッペンシュタインの息子である。オーストリア辺境伯レオポルト2世の娘エリーザベトと結婚した。叙任権闘争において教皇派であったオットカール2世は、1182年に皇帝派であった兄アダルベロに勝利した後、シュタイアーマルク辺境伯位を継承した。
1080年にオットカール2世はガルシュテン修道院を創建した。
1122年にケルンテン公であったエッペンシュタイン家が断絶し、同家が保持していたシュタイアーマルクの領地は姻戚関係にあったオタカール家が継承し、これにより辺境伯領内におけるオタカール家の立場は強化された。1122年にシュタイアー辺境伯領はケルンテン公領から切り離され、帝国直下に置かれた。

## 子女
オーストリア辺境伯レオポルト2世の娘エリーザベトとの間に以下の子女をもうけた。
- レオポルト（1129年没） - シュタイアーマルク辺境伯（1122年 - 1129年）
- クニグンデ（1161年没） - トリクセン伯ベルンハルト・フォン・シュポンハイム（ドイツ語版）（ケルンテン公ハインリヒ4世の弟、1147年没）と結婚
- ヴィリビルク（1145年没） - フォルムバッハ＝ピッテン伯エクベルト2世（1144年没）と結婚